# 고민주 (축구 선수)
고민주(1993년 5월 21일 ~ )는 대한민국의 축구 선수이며 포지션은 공격수이다.